# 복강경 수술

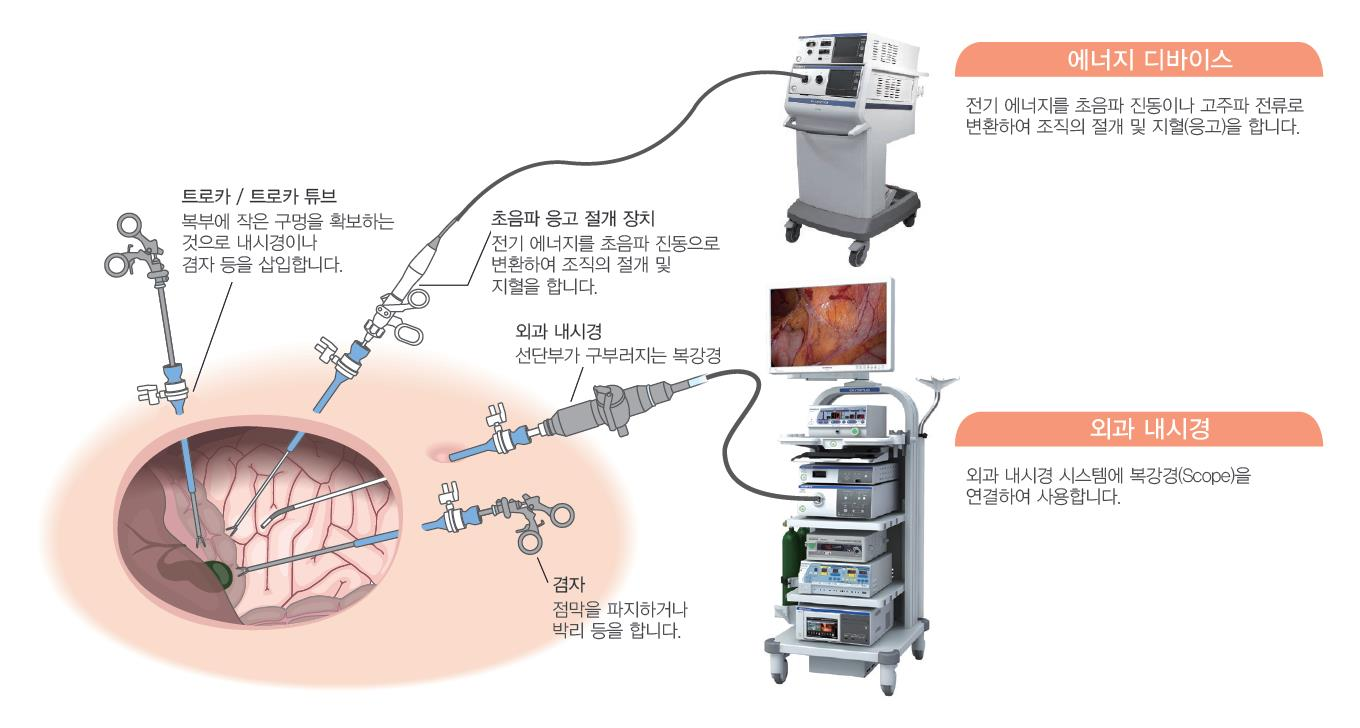
복강경 수술 방법.

복강경 수술(laparoscopic surgery)은 환자의 생체에 미치는 상해나 영향을 줄인 ‘최소 침습 수술’ 방법의 하나로서, 복부나 흉부를 절개하는 대신 0.5~1.5cm 크기의 작은 구멍을 뚫고 특수 카메라가 장착된 내시경(복강경)을 집어넣어 복강 내를 보면서 수술 도구(겸자, 전기메스, 지혈 봉합기구 등)로 수술하는 방식이다.

## 역사
1910년 폐결핵 치료에 흉강경이 사용되면서 발달하기 시작해 1960년대 유럽에서 비뇨기과, 부인과 분야 진단에서 복강경이 사용되었다. 1978년에는 독일의 외과의 커트 젬이 자동 공기주입기를 개발해 부인과 복강경 수술을 실시했고, 1985년 독일의 외과의 뮈헤가 복강경하 담낭 절제술을 실시해 70개의 케이스를 발표했다.
복강경 수술의 보급에 가장 두드러진 업적을 남긴 것은 프랑스 군의관 필립 모렐이다. 그는 1987년 복강경에 CCD 카메라를 연결하여 TV 모니터에 비추면서 담낭 절제술을 실시함으로써, 집도의와 조수들이 시야를 공유하면서 서로 협력해 수술을 진행하는 현재의 스타일을 확립했다. 일본에서는 1990년에 데쿄 대학(帝京大学)의 야마카와 다쓰로(山川達郎) 교수에 의해 처음으로 복강경하 담낭 절제술이 행해졌다. 위암의 경우에는 1991년 이후 복강경하 위 절제술이 이루어졌다.
기술적 발전도 복강경 수술 보급을 가속화시켰다. 앞서 설명한 바와 같이, 복강경과 함께 CCD 카메라가 등장하고, 모니터 화면을 통해 의사와 조수가 고도로 연계할 수 있게 되었고, 또한 손으로는 직접 도달하기 어려운 복강 내를 수술하기 위한 기구와 장비의 개발이 급속도로 진행된 것도 큰 요인으로 볼 수 있다.

## 대표적인 예
- 복강경 담낭 절제술 (laparoscopic cholecystectomy)
- 복강경 보조하 유문측 위절제술 (LADG: laparoscopic assisted distal gastrectomy)
- 복강경 보조하 결장 절제술 (laparoscopic assisted colectomy)
- NISSEN 법 (분문 성형술 : NISSEN fundoplication)
- 폐 절제술
- 전립선 절제·기화술
- 부비강 수술, 신장 절제술, 자궁 내막증 병변 제거술, 자궁 근종 핵 적출, 자궁 적출술, 충수염 충수돌기 제거

## 장점

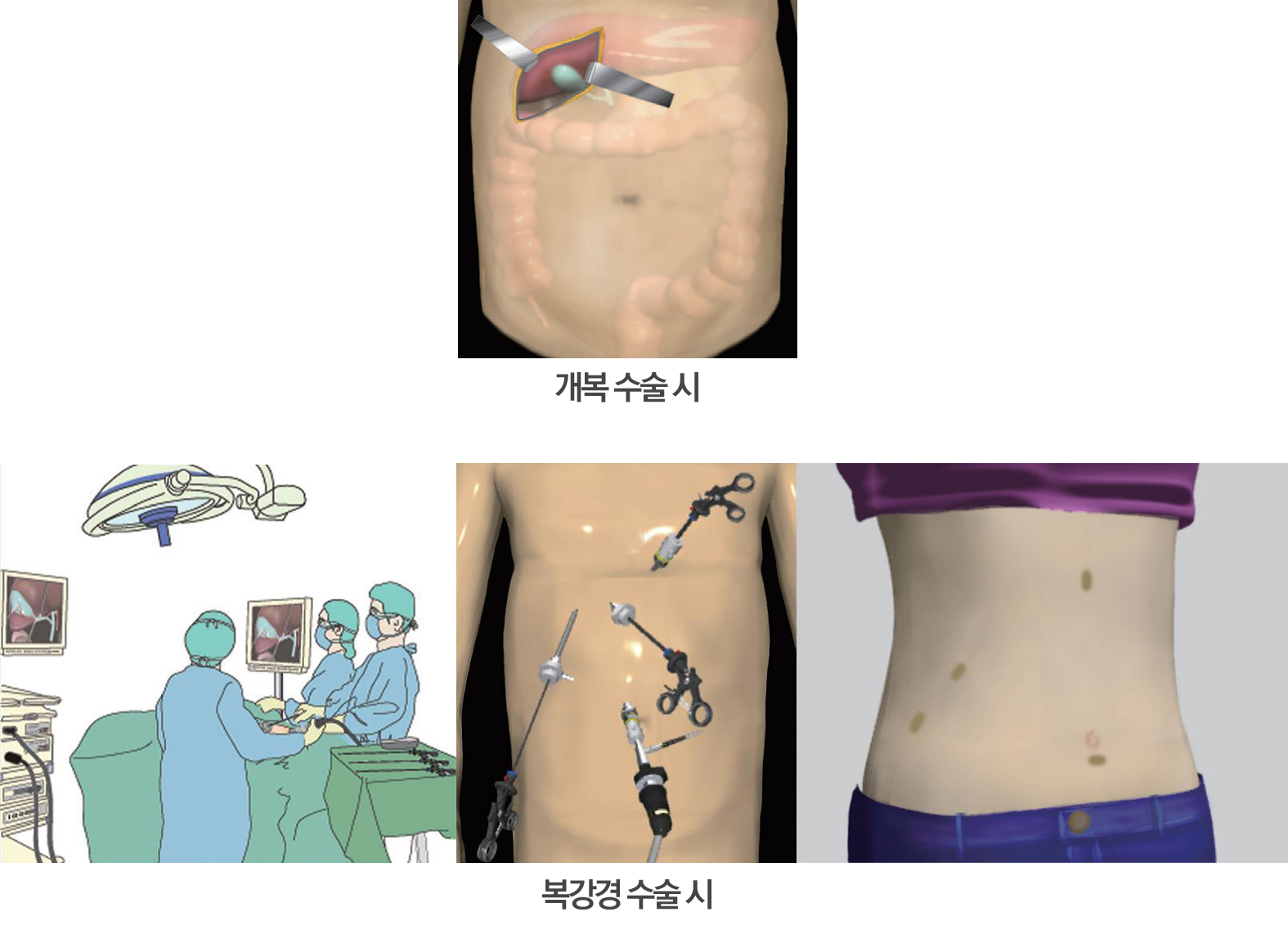
담낭적출술의 개복 수술과 복강경 수술의 비교.

5~20cm 내외의 흉터를 남기는 개복 수술에 비해 보통 1곳 또는 3~4곳에 1cm 내외의 작은 구멍만 뚫으면 되기 때문에 흉터가 적고 수술 후 발생하는 통증도 적다. 또한 개복 수술에 비해 균이 옮아 곪는 창상 감염과 같은 합병증의 위험이 덜하고, 빠른 회복 속도로 입원기간이 짧아 일상생활로 빠르게 복귀할 수 있다는 장점이 있다. 건강보험을 국가가 운영하고 있는 경우, 환자의 입원 기간이 짧아지면 국가의 재정 부담 또한 감소되는 효과가 있다.
또한 의료진의 입장에서는 환부를 모니터로 확대해서 보거나, 개복 수술에서는 보기 어려웠던 장기(예: 신장)도 시야를 확보하며 수술할 수 있게 됐다. 또한 개복 수술은 집도의의 손이 다른 의료진에게 거의 보이지 않지만 복강경 수술은 모니터 화면으로 수술 과정을 공유할 수 있어 젊은 의사들을 대상으로 교육 효과도 기대할 수 있다.

## 단점
일반적인 복강경은 2D 영상으로 이미지를 구현하기 때문에, 입체적인 환자의 뱃속을 평면의 2D 모니터에 의존하며 수술해야 하는 한계가 있었다. 이를 극복하기 위해, 깊이를 인식할 수 있도록 3D 영상을 지원하는 3D 복강경 시스템이 개발됐다.